# Vojislav Stanković
Vojislav Stanković (cyr. Bojиcлaв Cтaнкoвић; ur. 22 września 1987 we Vranju) – serbski piłkarz występujący na pozycji obrońcy, zawodnik FK Železničar Pančevo.
Stanković w reprezentacji Serbii zaliczył jeden występ 7 kwietnia 2010 (Osaka) w towarzyskim meczu przeciwko Japonii.

## Sukcesy

### Klubowe
FK Partizan
- Mistrz Serbii: 2009/2010, 2010/2011, 2011/2012, 2012/2013 i 2014/2015
- Zdobywca Pucharu Serbii: 2010–11

FK Qəbələ
- Zdobywca Pucharu Azerbejdżanu: 2018–19